# S.W.A.T. (pel·lícula de 2019)
S.W.A.T. és una pel·lícula d'acció de 2019 dirigida per Sheng Ding. S'ha doblat i subtitulat al català.

## Sinopsi
Una Unitat de Forces Especials ha organitzat una sèrie d'exercicis de combat per a seleccionar als candidats que representaran a la Xina en una competició internacional. Fins que un dia reben l'encàrrec d'una missió secreta.

## Repartiment
- Xiao-su Ling com a Liu Lang
- Nailiang Jia com a Liao Xingliang
- Kevin Lee com a Ted
- Yunlong Zhang com a Zhao Hailong
- Junxiao Liu com a Yan Zhong
- Liu Wenbo com a Wen Gang